# Skrewdriver
«Skrewdriver» (укр. Викрутка) — британський панк-гурт, заснований в 1976 році музикантом Яном Стюартом Дональдсоном. Пізніше став підтримувати ідеологію НС-скінхедів «White Power» («Влада білих»).

## Історія
Ян Стюарт Дональдсон організував групу під враженням концерту Sex Pistols в Манчестері. До цього його маловідома група Tumbling Dice виконувала кавер-версії Rolling Stones. Дебютний сингл групи You're So Dumb (студія Chiswick Records) вийшов в 1977 році. Через участь музикантів у кількох бійках групі було заборонено виступати в Лондоні. Skrewdriver виступає переважно в Манчестері. Наприкінці 1979 року група розпалася.
У 1982 році група була відтворена завдяки фінансовій підтримці з боку «Національного Фронту» — правої політичної партії. Група підписує контракт з німецьким лейбл ом Rock-O-Rama Records, входить у рух «Рок проти комунізму» (RAC). Сам Дональдсон активно взаємодіє з угрупованням «Британський рух» (British Movement). Його близький друг Ніккі Крейн виступав як голова служби безпеки, забезпечуючи порядок під час проведення концертів.
У 1984 році виходить альбом Hail the New Dawn (Хай живе новий світанок). Наступним альбомом став Blood & Honour (Кров і Честь), причому Дональдсон в цей же час потрапляє у в'язницю за участь в бійці з африканцями. У в'язниці Дональдсон пише пісні для нового альбому White Rider. Однак незабаром Дональдсон відмовляється від співпраці з Національним Фронтом. Він запускає власний проект — групу The Klansmen, але продовжує виступати зі Skrewdriver.
Популярність групи зростає в Європі, особливо в Німеччині. У 1992 році під час концерту Skrewdriver відбулися серйозні зіткнення наці-скінхедів з учасниками ліворадикальних угруповань. 24 вересня 1993 Дональдсон загинув в автокатастрофі.

## Дискографія

### Skrewdriver
- 1977 — All Skrewed Up
- 1977 — Live Marquee '77
- 1984 — Hail the New Dawn
- 1985 — Blood & Honour
- 1987 — Boots and Braces / Voice of Britain
- 1987 — White Rider
- 1988 — After the Fire
- 1989 — Warlord
- 1990 — The Strong Survive
- 1992 — Freedom What Freedom
- 1994 — Hail Victory Ian Stuart
- 1989 — No Turning Back
- 1990 — Slay the Beast
- 1991 — Patriot
- 1992 — Patriotic Ballads
- 1992 — Justice for the Cottbus Six
- 1992 — Patriotic Ballads II — Our Time Will Come  Klansmen
- 1989 — Fetch the Rope
- 1989 — Rebel with the Cause
- 1991 — Rock'N'Roll Patriots White Diamond
- 1991 — The Reaper
- 1992 — The Power & the Glory